# Красная птица
Красная птица — один из четырёх китайских знаков зодиака. Согласно У-син, в даосской системе пяти элементов, она представляет собой элемент огня, направление на юг и сезон лета. Иногда её называют Красной птицей Юга (南方朱雀, Nán Fāng Zhū Què). Она известна как Чжу-Цюэ на китайском, Судзаку на японском, Чуджак на корейском и Тю Тыок (Chu Tước) на вьетнамском языках. Описывается как птица красного цвета, которая похожа на фазана с пятицветным оперением и постоянно объята пламенем.
Красную птицу часто ошибочно принимают за китайского феникса из-за сходства во внешности, но это два разных существа. Феникс — легендарная птица, которую ассоциируют с китайской императрицей, так же как дракона с императором. Красная птица — мифологический дух-покровитель юга.

## Семь домов Красной птицы
Как и у других трёх Знаков, у неё есть семь «домов» — небольших созвездий, через которые луна проходит по созвездию Красной птицы. Имена звёзд и их значения
| Номер дома (день лунного месяца) | Имя (pinyin) | Перевод        | Обозначение звезды |
| -------------------------------- | ------------ | -------------- | ------------------ |
| 22                               | 井 (Jǐng)    | Колодец        | μ Gem              |
| 23                               | 鬼 (Guǐ)     | Демон          | θ Cnc              |
| 24                               | 柳 (Liǔ)     | Ива            | δ Hya              |
| 25                               | 星 (Xīng)    | Звезда         | α Hya              |
| 26                               | 張 (Zhāng)   | Раскрытая сеть | υ¹ Hya             |
| 27                               | 翼 (Yì)      | Крыло          | α Crt              |
| 28                               | 軫 (Zhěn)    | Телега         | γ Crv              |